# Грб Западног Агдера
Грб Западног Агдера је званични симбол норвешког округа Западни Агдер. Грб је званично одобрен краљевском резолуцијом од 12. децембра 1958. године.

## Опис грба
Грб Западног Агдера представљен је златним храсом на зеленом пољу.
Грб представља природна богатства ових простора. Храст представља шуме и шумарство, што је важна привредна активност у покрајини. Храст је такође дрво које је веома важан извозни производ ове покрајине. Још 1930. године дрво храста или храстовина уопште, била је је предложена да се користи као симбол покрајине. На грбу се налази једна врста храста карактеристична за ту покрајину.